# Mehdi Amri
Mehdi Amri (en arabe : مهدي عمري), né le 19 novembre 2003 à Schaerbeek (Belgique), est un freestyler de football professionnel et vidéaste web belgo-marocain.

## Biographie

### Débuts à Vilvorde
Mehdi Amri naît à Schaerbeek, en région bruxelloise, et déménage dès son plus jeune âge à Vilvorde, en région flamande,. Issu de parents marocains originaires d'Agadir, il est initié au football dès l'âge de quatre ans par son père, ancien footballeur.
Il passe son enfance à jouer sur les petits terrains sous le pont de Vilvorde, notamment aux côtés de talents tels que Rayane Bounida (nl) et Bilal El Khannouss. Pourtant, considéré "trop petit" par les clubs pour espérer une carrière professionnelle, Mehdi Amri décide de se tourner vers le football freestyle et lance sa propre marque en tant que footballeur de rue,.
Il commence par se produire dans les rues de Bruxelles et, grâce à ses performances, attire rapidement l'attention. Très créatif, il combine freestyle et panna lors de ses shows et de ses matchs en un contre un, souvent sur la Place de la Bourse et la Place de la Monnaie au centre ville de Bruxelles. À 16 ans, il est déjà un joueur de street football reconnu. Dès l'âge de 13 ans, il ne se sépare jamais de son ballon, qu'il emmène aussi bien sur les terrains locaux que lors de compétitions internationales.

### Entre compétitions et contrats internationaux
Travailleur acharné, Mehdi Amri parvient à concilier ses études et sa passion. En 2017, il remporte le titre de Champion du Monde Panna dans la catégorie jeunesse, confirmant son talent au niveau mondial.
En octobre 2021, il lance une académie de freestyle en Belgique.
En octobre 2022, il est invité par la Fédération internationale de football association (FIFA) pour couvrir la Coupe du monde de football 2022 avec l'équipe nationale de Belgique. Plus tard, le 25 novembre 2022, il signe un contrat de sponsoring avec le Royal Sporting Club Anderlecht, marquant une nouvelle étape dans sa carrière,.
Le 31 août 2023, Mehdi se rend à Nogent-le-Rotrou, en France, pour une séance de freestyle avec les habitants, un événement largement couvert par la presse locale. Un an plus tard, lors d'un match de gala, Mehdi Amri réalise une roulette face à Zinédine Zidane, créant un véritable buzz sur les réseaux sociaux.
En janvier 2025, il participe à la Kings League en représentant le Maroc,.

## Sponsors
Ses contenus sur les réseaux sociaux lui offrent des opportunités de partenariats et de sponsors, permettant de signer plusieurs contrats.
- Nike[4]
- Telenet
- RSC Anderlecht[9]
- Fédération royale belge de football[4]
- Bayer Leverkusen[réf. nécessaire]
- Black Bananas[4]

## Palmarès
- 2015 : Champion de Belgique Panna à Bruxelles (Belgique)[8]

- 2017 : Champion de Belgique Panna à Bruxelles (Belgique)[8]

- 2017 : Champion du monde U16 Pannahouse Invitationals à Copenhague (Danemark)[14]
- 2018 : Champion de Belgique Panna à Bruxelles (Belgique)[8]
- 2020 : Champion du monde Pannahouse Invitationals à Copenhague (Danemark)

- 2021 : Champion du monde Pannahouse Invitationals à Copenhague (Danemark)[14],[15]
- 2022 : Champion du monde Pannahouse Invitationals à Copenhague (Danemark)